# Бортничі (селище залізничної станції)

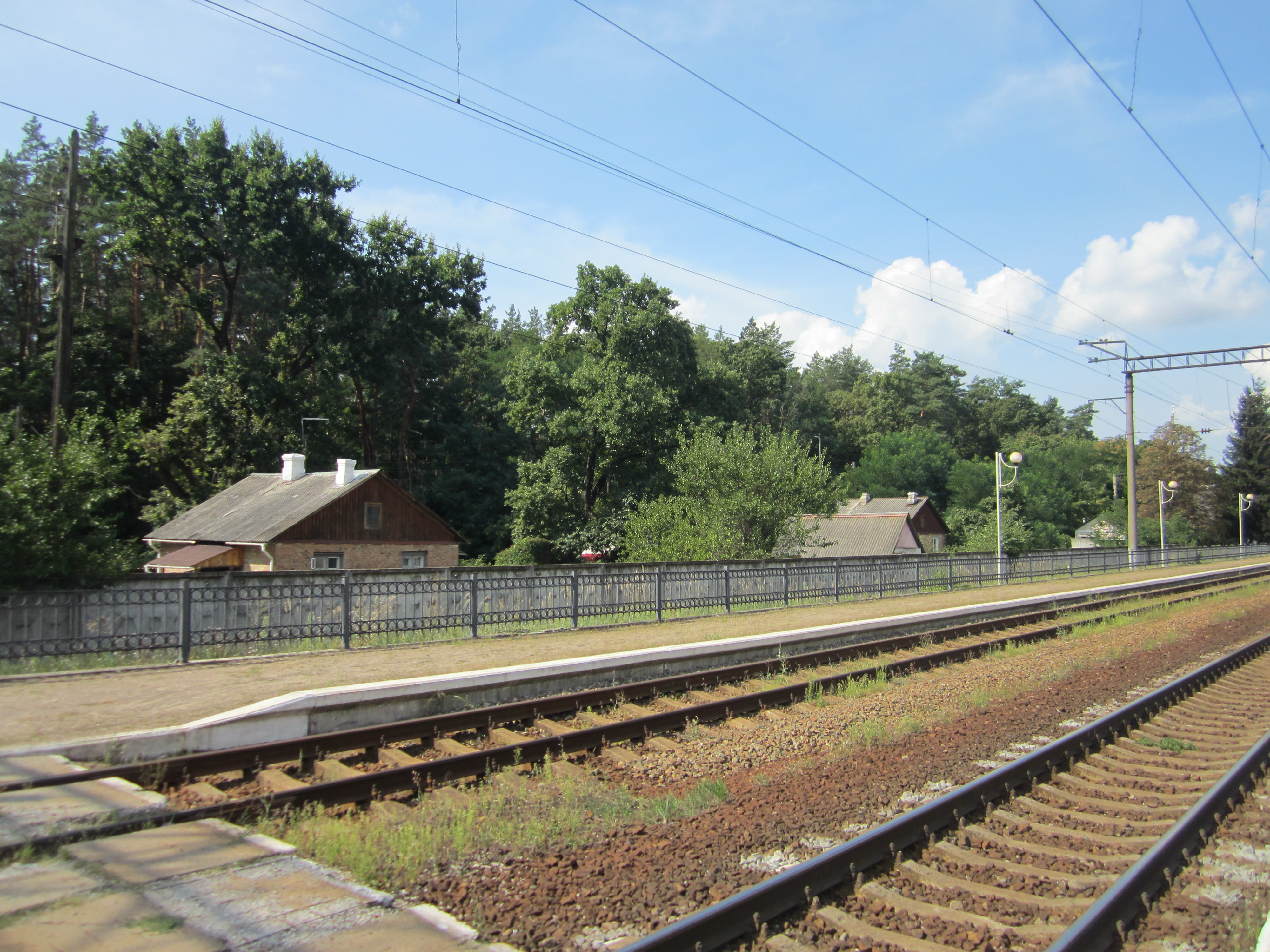
Селище станції Бортничі

Бортничі — історична місцевість Києва, селище залізничної станції «Імені Георгія Кірпи» (до 2008 — «Бортничі»), що лежить уздовж залізниці Дарниця–Гребінка за 7 км на схід від залізничної станції «Дарниця».

## Історія
Початок селищу поклало відкриття залізниці Київ–Полтава та роз’їзду Бортничі 1901 року. Назву дало розташоване за декілька кілометрів на південний захід від роз’їзду давнє село Бортничі. Тоді, окрім станційної будівлі (первісна не збереглася; нинішня зведена після Другої світової війни, у 1950-х рр. за проєктом 4076 архітектора Петра Красицького), споруджено типову для цієї лінії колійну казарму, призначену для колійних обхідників. Споруда збереглася.
Бортничі як окреме селище[джерело?] залізничної станції виникло в 1920-х роках. Уперше згадане як окреме поселення в книзі «Населені місця Київщини». Попередні підсумки перепису 17-го грудня 1926 року», виділене того ж року з Дарницького лісництва. У селищі налічувалося 7 дворів, мешкало 19 жителів. 
Входило до складу Бортницької сільської ради Броварського району. У 1950-х роках селище станції Бортничі увійшло до меж Києва. Відтоді входить до складу Дарницького району. Нині в селищі при залізничній станції — 6 одноповерхових житлових будинків, де мешкають працівники залізниці. Селище обслуговується відділенням поштового зв’язку № 96 у Новій Дарниці.
22 грудня 2008 року, за ініціативи працівників південно-Західної залізниці, станцію перейменовано на честь Георгія Кірпи. На фасаді станційної будівлі тоді ж, 22 грудня 2008 року, відкрито меморіальну дошку Георгію Кірпі.